# Achna
Achna (gr. Άχνα, tur. Duzce) – wieś na Cyprze, w Dystrykcie Famagusta. Znajduje się de facto pod zarządem Cypru Północnego.
Położona jest niedaleko na północ od zielonej linii. Z miejscowości pochodzi klub AS Ethnikós Áchnas, zwycięzca Pucharu Intertoto 2006.

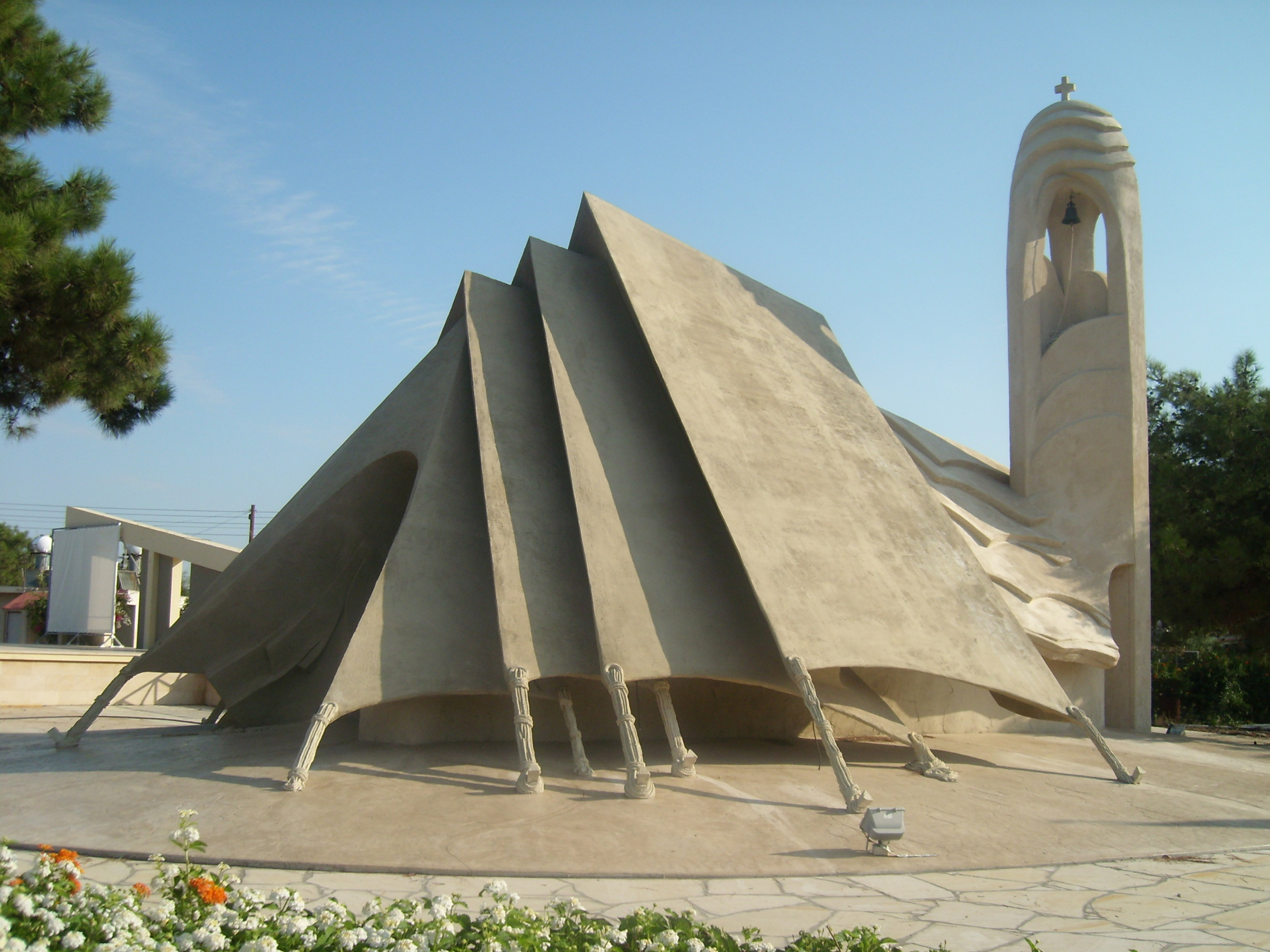
Kościół Pamięci w kształcie namiotu